# Dov Gruner
Dov Béla Gruner (în ebraică דב בלה גרונר; n. 6 decembrie 1912, Kisvárda, Szabolcs-Szatmár-Bereg, Ungaria – d. 16 aprilie 1947, Acra, Palestina sub mandat britanic) a fost un activist sionist , evreu palestinian, originar din Ungaria. Subinginer de profesie, s-a afirmat ca luptător în Brigada Evreiască din Forțele Armate Britanice în lupta împotriva Germaniei Naziste și apoi în organizația Irgun (Organizația Militară Națională - Etzel) în lupta împotriva politicii represive a autorităților britanice din Palestina față de imigrația evreiască în anii Holocaustului. La 16 aprilie 1947 Gruner a fost executat de autoritățile britanice sub acuzația de tragere de focuri de armă împotriva polițiștilor și punerea de șarje explozive cu intenția de a ucide personal aflat în serviciul Majestății Sale. El este onorat în Israel ca unul din cei 12 Olei Hagardom (12 martiri ai eșafodului) din rezistența sionistă, executați de autoritățile britanice și egiptene. 

## Biografie

### Copilăria și tinerețea în Ungaria
Dov Béla Gruner s-a născut în 1912, ca al treilea dintre cei trei copii ai unei familii de evrei religioși înstăriți din Kisvárda, în Ungaria, pe atunci parte a Imperiului Austro-Ungar. Mulți dintre străbunii săi au fost rabini. Tatăl, Sámuel (Shmuel Yaakov) Gruner, a fost rabin militar în armata austro-ungară în Primul Război Mondial, a căzut prizonier la ruși și a murit în 1916 în captivitate. Mama sa, Zeli (Sara, născută Schulhof în Mala Dobron, în zona Ujhorod, în Rutenia Subcarpatică, în Regatul Ungariei) s-a căsătorit cu Izsak Rothstein și a murit după zece ani, fiind înmormântată în localitatea ei natală, Mala Dobron, atunci în Cehoslovacia, iar Béla a fost crescut în continuare de către bunici. A învățat într-o ieșiva (școală a învățământului tradițional evreiesc ortodox) din localitatea natală. La vârsta de 18 ani a început studii de inginerie electrică la Universitatea din Brno în Cehoslovacia, dar deși era un student eminent, le-a întrerupt după doi ani. Întors in Ungaria, a lucrat ca ajutor de inginer la o fabrică de articole electrice. Din 1938 a activat mai ales in domeniul ideologic, ca instructor și agitator în mișcarea de tineret sionist revizionist Beitar. A fost responsabil de cursurile de instructori.

### Emigrarea în Palestina
Ca beitarist, în 1940 a emigrat în Palestina împreună cu un grup mare de membri ai Beitar, pe care i-a condus în cadrul emigrației ilegale (Aliyá Bet). Plecând din România la bordul navei S.S.Skaria, cei 2.385 pasageri evrei au fost prinși în Dardanele de o navă militară britanică. Gruner a fost deținut șase luni în tabăra britanică de arest de la Atlit, de unde a fost eliberat după ce a făcut o lungă grevă a foamei.

### Serviciul în Brigada Evreiască și în Irgun
Gruner s-a stabilit la Rosh Pina, unde s-a alăturat companiei de recrutări a Beitarului și a devenit membru în Organizația Militară Națională „Irgun” sau „Etzel”, gruparea paramilitară a sionismului revizionist. În timpul celui de-al Doilea Război Mondial în februarie 1941, conform deciziei conducătorilor Beitarului, Gruner s-a înrolat în forțele de infanterie ale armatei britanice și a devenit unul din cei dintâi voluntari din Palestina în unitatea Royal East Kent Regiment, poreclită Buffs. El a servit acolo vreme de cinci ani. Ca militar a dovedit devotament și curaj, în același timp, perfecționându-se în ingineria electrică la Institutul Britanic. El a luptat în cadrul Brigăzii Evreiești în luptele din Italia. La sfârșitul războiului, Gruner s-a aflat între activiștii care au oferit ajutor supraviețuitorilor lagărelor de exterminare. În timpul acestei activități a oferit unor supraviețuitori până și din hainele și pantofii săi.
Convingerile sioniste și conștiința misiunii sale l-au făcut să refuze invitația rudelor sale de a emigra în America.
„Tot timpul mi-au bătut capul să plec acolo, iar eu le-am dat tot timpul răspunsuri diplomatice...până ce odată m-am enervat si le-am scris că eu trebuie să rămân în țară pentru ca sa le pregătesc și lor un loc în caz ca vor fi izgoniți de acolo...”
Britanicii l-au trimis la vatră în 1946. Atunci el s-a întors în rândurile Irgunului. De fapt, chiar înainte de eliberarea din armata britanică, Gruner a participat în cadrul Irgunului la o sustragere de arme dintr-o tabără britanică de lângă Netanya. La scurt timp după aceea a luat parte la un atac al Irgunului asupra stațiunii de poliție din Ramat Gan.

### Atacul de la poliția din Ramat Gan și rănirea lui Gruner

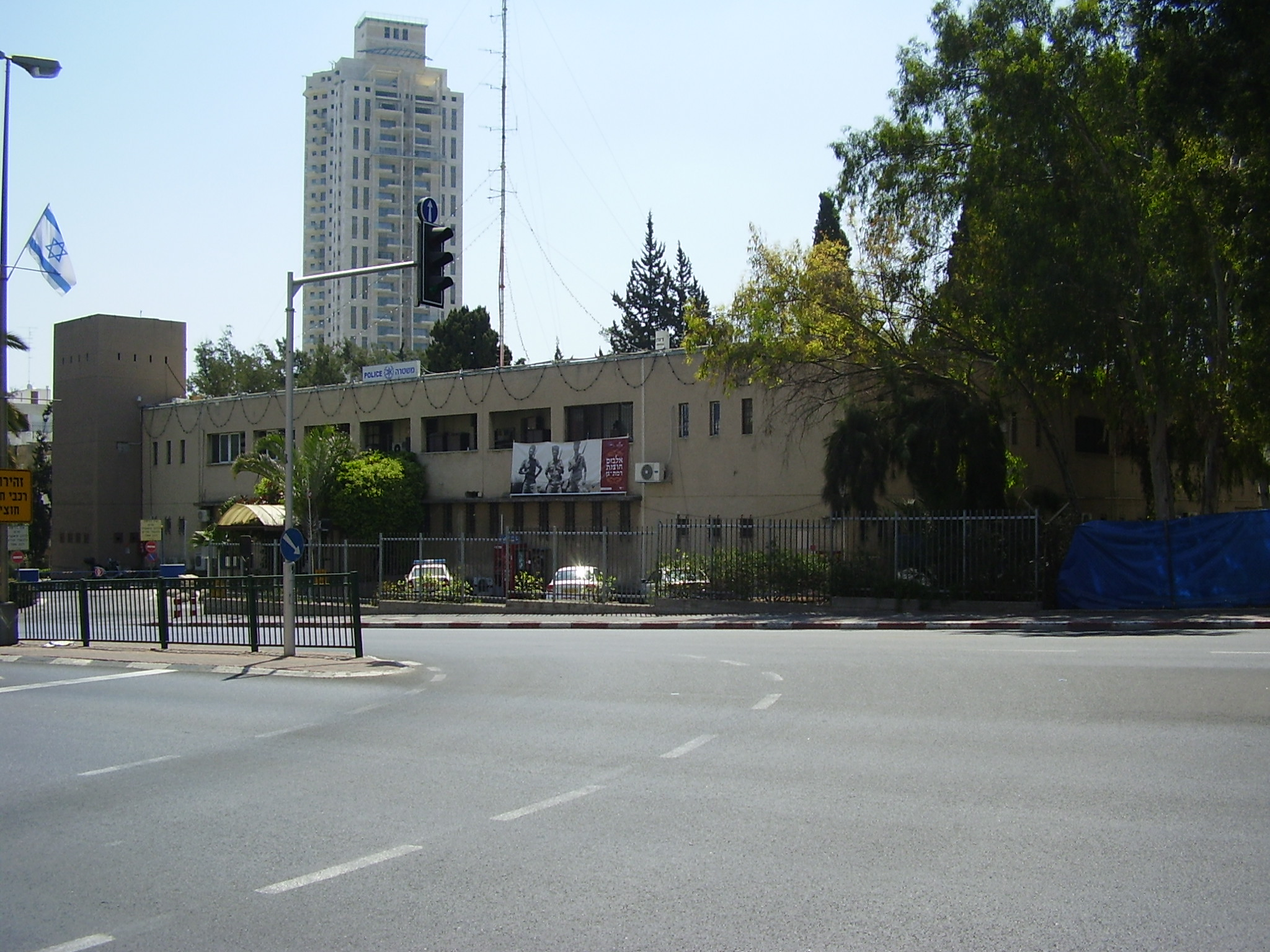
Clădirea poliției din strada Jabotinski din Ramat Gan

La 23 aprilie 1946 Gruner a fost rănit în cursul acțiunii în clădirea Poliției din Ramat Gan și a fost arestat de către britanici. 
În amiaza acelei zile, în perioada Revoltei evreiești, 40 de luptători din Irgun sub comanda lui Eliezer Pedetzur au organizat o acțiune la stația de poliție britanică din Ramat Gan. Scopul atacului era dobândirea unor arme și muniții din fortul de tip Tegart al poliției, și lezarea prestigiului regimului mandatar britanic. Gruner era pus la comanda unității de hamali care urmau să încarce prada. La scurt timp înainte de acțiune, oamenii Irgunului au telefonat poliției, raportând fals despre un incident violent între arabi și evrei la Tel Litvinovski (astăzi Tel Hashomer). Mulți dintre polițiștii stației au ieșit spre locul pretinsului incident, iar în stație a rămas puțin personal.
La ora 12 la amiază grupul a ajuns la destinație într-un camion camuflat în camion militar. Opt membri ai grupului purtau uniforme britanice și erau înarmați, iar patru din ei erau deghizați în arabi arestați. Toți au știut să-și joace rolurile și au izbutit astfel să pătrundă în clădire, au dezarmat gărzile, și au început să încarce în camion arme și muniții pe care le-au găsit. Nu au reușit, însă, să-l oprească pe telegrafistul stației, care a reușit să cheme întăriri. După douăzeci de minute s-a deschis asupra lor foc de mitralieră de pe acoperișul clădirii și între timp, au ajuns la fața locului noi forțe de poliție.
În ciuda focurilor de arme, grupul de hamali a continuat să adune armele furate în mașină. Gruner și tovarășii lui au trecut de multe ori cu încărcături grele și sub ploaia de gloanțe, parcursul primejdios de la clădire la camion. Când au început sa fie copleșiți de forțele de poliție, membrii grupului din Irgun a bătut retragerea prin poarta din spate și au sărit peste gardul de sârmă ghimpată din jurul clădirii. Gruner a refuzat să se retragă, fiindcă voia să mai ia cu el și materialele explozive rămase. A intrat încă odată, a luat cu el explozivele și a alergat spre poarta din spate. În vreme ce se cățărau pe gard ca să fugă, și el și încă un luptător pe nume Yaakov Zlotnik au fost loviți de gloanțe. Zlotnik a murit și corpul său a rămas agățat de gard. Gruner a fost rănit drept în față de împușcătura inspectorului șef de poliție John Denley și cu mandibula zdrobită, a căzut în canalul de lângă gard. Tovarășii săi de luptă nu au băgat de seamă că lipsea si au părăsit zona. Soția inspectorului de poliție englez a fost prima care, ceva mai târziu, i-a dat lui Gruner un prim-ajutor. 
Oamenii din Irgun au ascuns armamentul și munițiile capturate în livezile de la Ramat Itzhak. În acțiune au fost uciși în total patru dintre ei (ceilalți fiind Israel Feinermann și Itzhak Bilu) iar cinci au fost răniți. Din personalul britanic a fost ucis un conetabil arab care a încercat să fugă peste gard.
Gruner a fost internat la Spitalul Hadasa din Tel Aviv, unde a fost îngrijit de prof. Marcus. Pentru a evita o evadare , britanicii l-au transferat după 12 zile la Spitalul guvernamental din Jaffa, unde situația lui s-a agravat din cauza tratamentului neglijent. Totuși a fost transferat la închisoarea centrală din Jaffa. La insistența unor avocați ai săi a fost transferat la un spital în Ierusalim unde a fost tratat de dr. Shalit. De acolo în decembrie 1946 a fost dus în detenție la tabăra de arest Latrun.

### Procesul

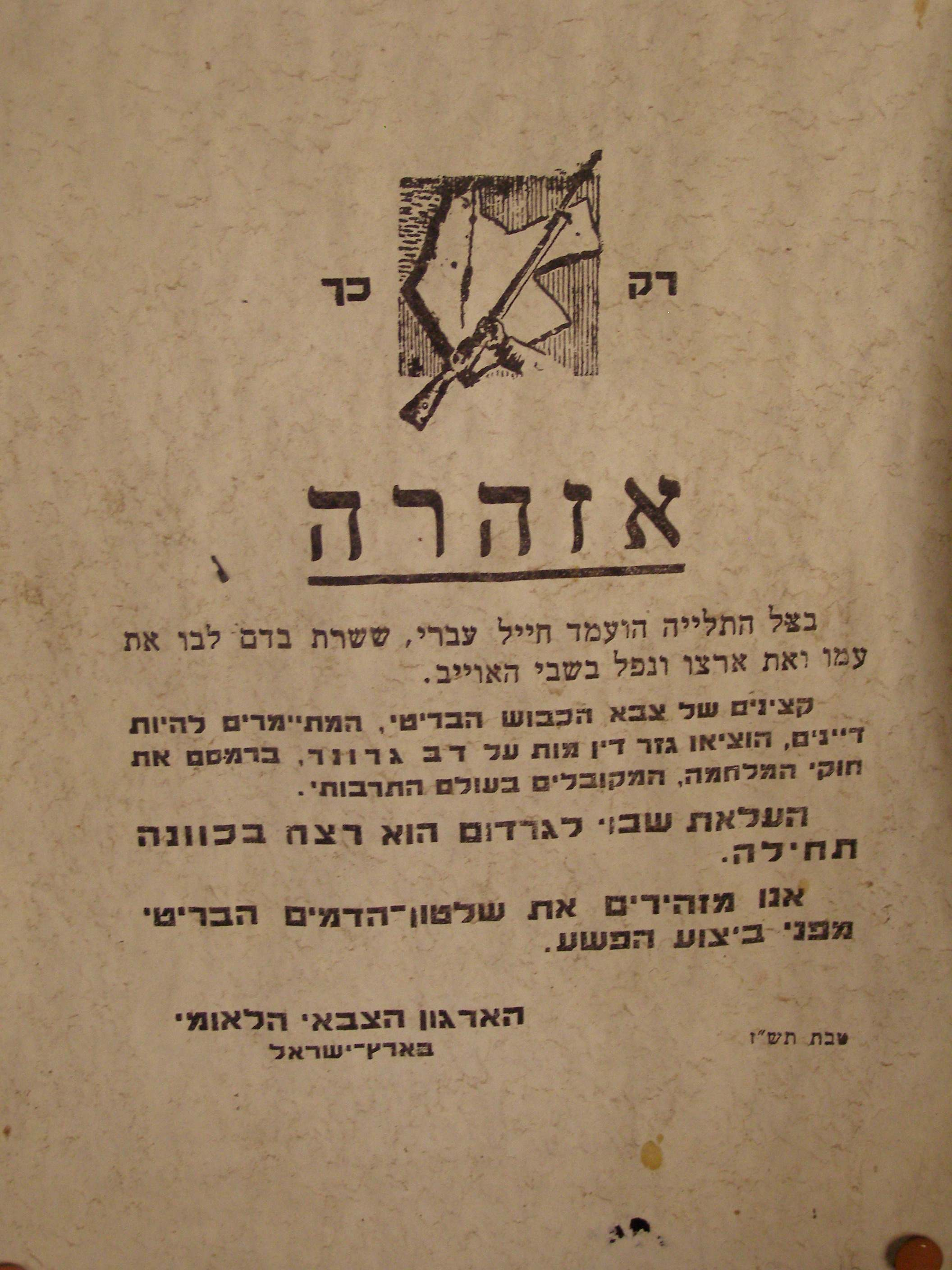
Afiș al Irgunului înaintea executării lui Gruner

La 1 ianuarie 1947 Dov Gruner a fost judecat de Tribunalul militar britanic din Ierusalim. Confrații săi din Irgun au planificat să-l scape din arest, dar el a refuzat. Voia să fie salvați alți deținuți politici, nu voia să primejduiască viețile tovarășilor săi de arme, nu voia, ca rănit fiind, să devină o povară pentru organizație. La deschiderea procesului a fost acuzat pentru focuri de armă împotriva polițiștilor, și pentru punere de bombe explozive cu intenția de a omorî. Întrebat daca își recunoaște vina, a declarat că refuză să recunoască legitimitatea tribunalului, refuză să fie reprezentat de un avocat și refuză să primească o traducere în ebraică a dezbaterilor judecătorești. În loc de aceasta a citit o declarație:
„Eu nu recunosc autoritatea voastră de a mă judeca. Acest tribunal nu are nici o bază legală, deoarece a fost numit de un guvernământ care nu are nicio bază legală. Ați venit în Țara Israelului pe baza obligației pe care v-ați luat-o din partea națiunilor lumii, pentru a repara nedreptatea cea mai mare făcută unei națiuni în istoria omenirii. Nedreptatea de a izgoni pe Israel din țara sa și transformarea sa într-o victimă universală de prigoane și masacre neîncetate. Această obligație și numai această obligație a fost baza legitimă și morală a aflării voastre în această țară. Dar ați încălcat-o din rea voință. Prin forță brutală și înșelătorie diavolească... Căci vă este bine cunoscut că acapararea acestei țări și închiderea porților ei este echivalentă cu un atentat sângeros la viața a milioane de bărbați, femei și copii, fii ai poporului meu. Și totuși, tocmai dinadins, ați hotărât să transformați țara într-o bază militară a voastră și să o uzurpați de la poporul, care nu are pe lume alt colț de țară decât acesta, ce i-a fost dat... de Dumnezeu și de istorie.
Dar voi ați batjocorit făgăduința divină, așa cum ați călcat în picioare tratatul internațional pe care l-ați semnat cu poporul nostru și cu popoarele lumii. Din baza legală a guvernământului vostru nu a rămas așadar nimica. Și o singură bază are stăpânirea voastră:forța, baioneta și teroarea.. Și când stăpânirea într-o țară nu este legală, când devine un regim de represiune și tiranie, cetățenii ei au dreptul, mai mult decât atât, au datoria, de a combate această stăpânire și de a o doborî.
Aceasta o face tineretul evreu, aceasta o va face, pâna ce veți pleca din țara aceasta și o veți preda posesorilor ei legali... Căci trebuie să știți: nu există o forță în lume care să rupă legătura dintre poporul lui Israel și unica lui țară. Și cine va încerca să o rupă, mâna îi va fi tăiată și blestemul lui Dumnezeu va dăinui pururea asupra capului său.”
În tot restul procesului Gruner a tăcut. John Denley, inspectorul de poliție care l-a împușcat în timpul acțiunii de la Ramat Gan, și care a depus primul mărturie din partea acuzării, a fost de părere că procesul era un show, și nu un proces adecvat, care caută să facă dreptate. În lipsa unui avocat din partea apărării, procurorul însuși, într-un gest ieșit din comun, când a rezumat în final acuzarea, a subliniat câteva detalii în favoarea acuzatului. El a menționat serviciul lui Gruner în armata britanică, în cursul căruia, vreme de cinci ani, a avut un comportament exemplar și s-a bucurat de satisfacția comandanților săi și a amintit rana cea grea la față, care l-a lăsat cu un stigmat tot restul vieții. După un scurt consult, președintele Curții a citit verdictul: „Dov Gruner, tribunalul te-a găsit vinovat de cele două capete de acuzare pentru care ai fost judecat, ...ești condamnat la moarte prin spânzurătoare”. La aceasta Gruner s-a ridicat și a rostit în ebraică: 
”בְּדָם וָאֵשׁ יְהוּדָה נָפְלָה - בְּדָם וָאֵשׁ יְהוּדָה תָּקוּם!”
„Prin sânge și foc Iudeea a căzut - Prin sânge și foc Iudeea se va scula”
Acesta era un refren din poezia scrisă de poetul ebraic Yaakov Cahan ca reacție la Pogromul de la Chișinău din 1903, și care a devenit în Palestina lozinca organizației evreiești de pază și apărare Hashomer Gruner a fost dus înapoi la închisoare și a fost îmbrăcat în hainele purpurii ale condamnaților la moarte. Vreme de încă 105 zile a fost deținut într-o celula a condamnaților la moarte, sub o pază grea. La 9 ianuarie 1947 generalul Evelyn Hugh Barker, comandantul armatei britanice din Palestina, a confirmat verdictul, dar el a fost comunicat lui Gruner doar la 23 ianuarie. Executarea sentinței a fost stabilită pentru 28 ianuarie.

### Încercările de a comuta pedeapsa
În ciuda tensiunilor dintre organizațiile evreiești de apărare 
în rândurile conducerii sioniste s-au depus multe eforturi pentru a-l salva, dar fără succes. Generalul J.H.A. MacMillan, noul comandant al trupelor britanice, cu sprijinul feldmareșalului Montgomery, a cerut aplicarea pedepsei cu moartea, ca fiind necesară pentru prestigiul administrației britanice in Palestina. Răpirile efectuate de Irgun au servit drept argumente celor care criticau politica moderată a ultimului înalt comisar britanic din Palestina, Alan Gordon Cuningham.

### Cereri de grațiere
În Irgun exista o împotrivire față de cererile de grațiere. La 29 ianuarie 1947 Menachem Beghin, comandantul Irgunului, s-a adresat Șef rabinului Palestinei, Itzhak Isaac Halevi Herzog, și i-a cerut să-și retragă semnătura de pe cererea de grațiere a lui Gruner, deoarece considera că cererea de grațiere va grăbi sfârșitul lui Gruner. De asemenea i-a cerut rabinului să-l viziteze pe Gruner. Churchill l-a lăudat pe Gruner în Camera Comunelor pentru refuzul de a cere grațierea. „Casa aceasta trebuie să înregistreze curajul acestui om, oricât ar fi el de criminal”.

### Execuția

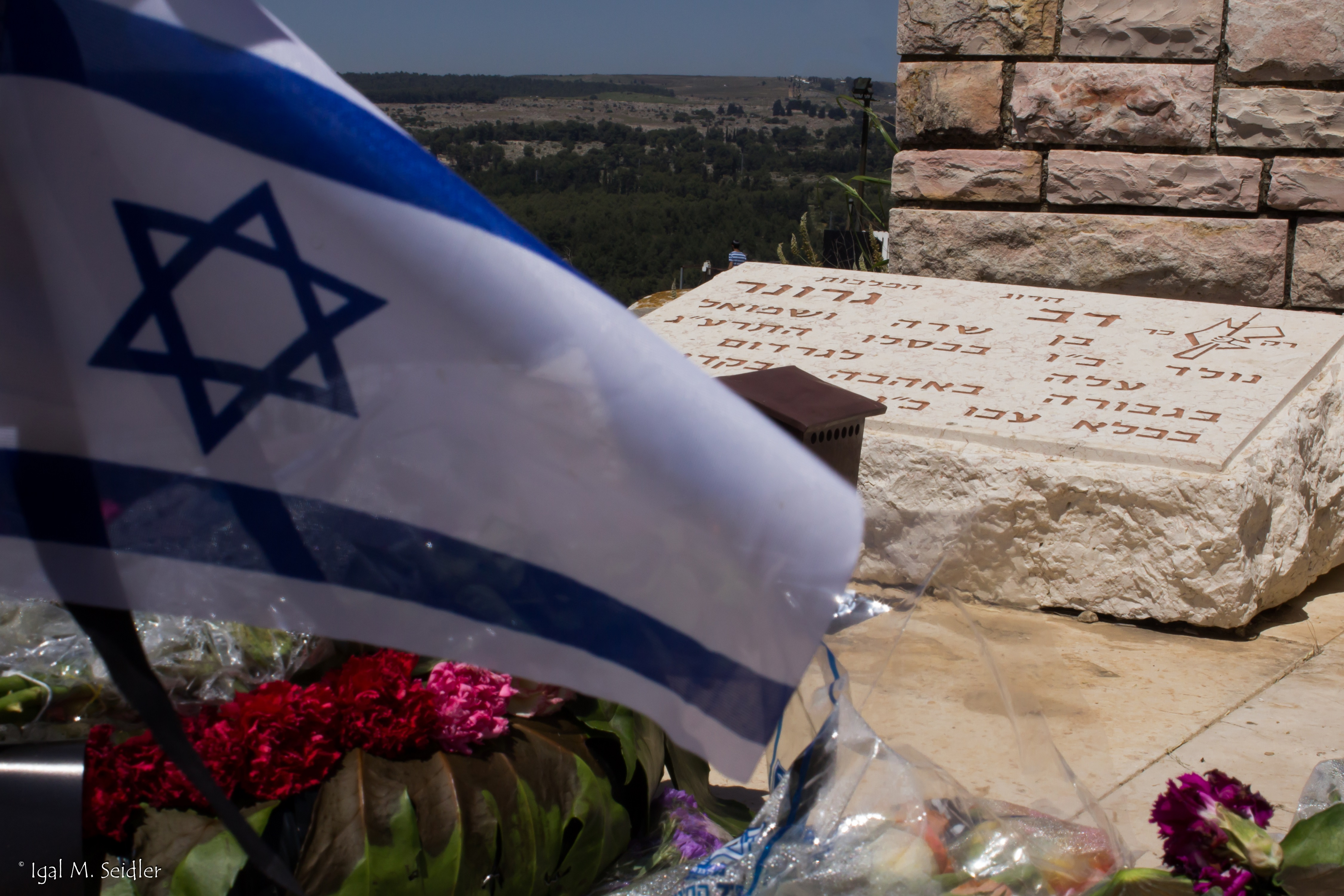
Mormântul lui Dov Gruner la Cimitirul vechi evreiesc din Tzfat

La 15 aprilie 1947 Gruner și alți trei condamnați la moarte - Mordehai Alkahi, Yehiel Dresner și Eliezer Kashani au fost transportați în taină de la închisoarea din Ierusalim la cea din Akko (Acra). A doua zi, la 25 Nisan 5707 după calendarul ebraic cei patru deținuți au fost sculați și duși într-o cameră mare, slab luminată, unde se afla eșafodul. Nu primiseră niciun anunț, nu au avut parte de nicio spovedanie sau despărțire de familie și toate acestea, în ciuda promisiunii autorităților.
Cu câteva ceasuri în urmă, avocatul Max Seligmann care încercase să se ocupe de problema grațierii, a fost anunțat că nu sunt pregătiri pentru execuție. Cu o zi înainte a fost schimbată legea stării excepționale în Palestina și s-a anulat orice posibilitate de a face apel la tribunalele militare. A fost suspendată și limitarea numărului de execuții la trei pe zi precum și procedura execuțiilor numai în zilele de marți. Funcționarul oficial al închisorii i-a întrebat dacă au ultime dorințe. Ei au cerut să se vadă un rabin înainte de a muri, dar nu li s-a dat răspuns. Astfel niciun evreu din țară nu avea cunoștință de execuție.
Fiecare din condamnați a urcat pe eșafod intonând imnul sionist Hatikvá, în timp ce ceilalți i s-au alăturat cântând. Deținuți din celule în apropiere auzind sunetele s-au sculat și au cântat și ei. Dis de dimineață Gruner a fost luat primul la stâlpul spânzurătorii. După o știre publicată în ziarul arab „Al Shaab” el ar fi refuzat să se ridice în picioare în timpul citirii sentinței și s-a opus gardienilor care au încercat să-l silească să o facă. Cu câteva clipe înainte de execuție, având ștreangul la gât, le-a spus „Shalom” celorlalți condamnați. A fost executat prin spânzurare la vârsta de 35 ani.
Fără a anunța serviciile funerare evreiești Hevra Kadisha sau familiile, un convoi de mașini blindate și tancuri britanice au transportat cadavrele celor executați spre orașul Tzfat lăsându-le pe jumătate neacoperite la Statia de poliție de pe Muntele Canaan. Prin aceasta englezii au încălcat și ultima lor dorință de a fi îngropați la Rosh Pina. unde a fost înmormântat un alt luptător evreu executat, Shlomo Ben-Yosef. 
La ora 7 dimineața s-a comunicat la radio vestea execuției și în țară a fost decretată starea de asediu. Cei patru executați au fost îngropați la vechiul cimitir evreiesc din Safed, unde se află și mormintele victimele tulburărilor arabe din 1929 și 1936. Mulți evrei din Palestina și din lume au fost zguduiți de vestea spânzurărilor. În Statele Unite un grup de clerici creștini au organizat adunări în memoria lui Gruner și a celorlalți trei evrei executați în Palestina. Vreme de cel puțin două luni britanicii au păzit mormintele pentru a împiedica membri ai Irgunului să scoată rămășițele pământești și să le transfere la Rosh Pina. Sora lui Gruner, Helen Friedmann, a fost convocată la Safed unde un ofițer britanic i-a comunicat vestea execuției lui Dov. Ultima lui scrisoare, care a fost transmisă pe ascuns cu ajutorul unor deținuți din rezistența evreiască, Gruner a adresat-o lui Menachem Beghin, comandantul Irgunului:
„Domnule, vă mulțumesc din inimă pentru marea încurajare pe care mi-ați dat-o în aceste zile fatidice... Bineînțeles că vreau să trăiesc. Cine nu și-o dorește? Însă, dacă regret că urmează să mă sfârșesc, aceasta este fiindcă nu am izbutit să actionez îndeajuns. Scriu aceste rânduri înainte ca potrivnicii noștri să execute asasinarea mea, și în astfel de momente, nu se spun minciuni, iar eu vă jur, că dacă mi s-ar fi dat alternativa de a începe de la capăt, aș fi ales aceeași cale pe care am mers, fără să mă gândesc la posibilele consecințe în ceea ce mă privește”

### Viața privată
În 1941, când s-a înrolat în armata britanică, Gruner a cunoscut-o pe Sara Raz, studentă la Seminarul pedagogic Levinski și membră în Hagana, în restaurantul părinților ei din Bulevardul Rothschild din Tel Aviv. Relația lor a durat peste cinci ani și ei plănuiau să se căsătorească.
În momentul în care a fost executat, fratelui lui Gruner i s-a născut un fiu, care a fost numit Dov, în cinstea unchiului său. În iunie 1967 acest nepot, sergentul Dov Gruner din brigada israeliană de parașutiști a fost, se spune, primul soldat israelian care a ajuns la Zidul de Vest eliberat al Orașului Vechi Ierusalim.

## In memoriam

### Mărturii despre Dov Gruner
Naim Hameiri, în cartea sa Hamishpaha halohemet (Familia luptătoare) menționează întâlnirea cu Gruner în tabăra de arest Latrun. «Era un om cu caracter nobil, drept și bun, care era gata să se jertfească fără limite, cu totul - cu avuția și viața - pentru alții». Ziaristul britanic Patrick Walsh a notat în legătură cu Gruner: «Am fost uimit să constat cât de mare era delicatețea acestei inimi de evreu care a suferit în războaiele cele mai grele împotriva naziștilor, la care a luat parte în cadrul armatei britanice. Era un idealist lipsit de ură, un luptător lipsit de amărăciune, un om a cărui sensibilitate acută era condusă de logică și rațiune». Un alt ziarist britanic a scris: «Gruner a întruchipat în el problema Palestinei. Tot fanatismul, dușmănia, ideologia, durerea și suferința, încorsetate în acest chip zdrobit care își aștepta moartea în închisoarea centrală. Erau și ochii care au văzut grămezile de cadavre din gropile comune din Europa. Și mintea care a perceput toate grozăviile și spaimele tragediei evreiești». John Denley, inspectorul de politie care l-a rănit și l-a capturat, și care, ulterior, l-a păzit în zilele procesului la Ierusalim, a scris în memoriile sale, că Gruner l-a asigurat că nu avea de gând să tragă în nimeni sau să lovească pe nimeni, și că avea, și așa, ordine stricte de la comandanții Irgunului să nu lezeze pe nimeni, ci doar să fure arme și muniții. Gruner și Denley au devenit mai apropiați și au discutat, Gruner povestindu-i englezului despre Holocaust și despre sionism, El i-a explicat de ce stăpânirea britanică în Palestina a făcut o mare nedreptate poporului evreu și de ce acum nu se mai simțea legat de jurământul de credință față de coroana britanică, de a o servi in Palestina. Denley mărturisește că s-a văzut îndeplinind mai mult o funcție de mercenar, și chiar mai puțin decât atât. Acest tip, evreu pirpiriu, a reușit, după spusele sale, să lase asupra sa o impresie puternică, pe care nu a uitat-o toată viața. 
Locuri și monumente în memoria lui Gruner:
- 1954 - Piața Dov Gruner - pe strada Jabotinski din Ramat Gan - vis a vis de Poliția din Ramat Gan

În piață se află un monument creat de Hanna Orloff și consacrat amintirii lui Dov Gruner și a trei luptători ai Irgunului care au căzut în atacul asupra Stației britanice de politie de la Ramat Gan. Monumentul prezintă confruntarea simbolică dintre un leu mic și curajos - Puiul de leu al lui Iuda (Gur Arie Yehuda) și marele leu britanic. 
Numele lui Gruner îl poartă:
- Moșavul Misgav Dov
- treptele Dov Gruner din cartierul Neve Paz din Haifa
- străzi în Cartierul Armon Hanatziv din Ierusalim, la Herzliya,la Tel Aviv-Yafo, Bnei Brak,Netanya,Kiryat Malahi.

În vechiul cimitir evreiesc din Tzfat s-a inaugurat Monumentul celor Șapte Oley Hagardom (Martiri ai eșafodului).
Amintirile inspectorului britanic Jack Denley, despre Dov Gruner au fost donate de fiul acestuia Centrului Moștenirii lui Menachem Beghin.
Posta israeliană a emis timbre poștale cu efigia lui Dov Gruner în 1982 și 1984.